# Condominio (serie de televisión)
Condomino es una serie de televisión de 2011, producida por Veiky Valdez para TC Televisión. Cuenta con las participaciones de Carmen Angulo, Cinthya Coppiano, Paola Farías, Juan Carlos Román, Efraín Ruales y Estela Álvarez, quienes trabajaron en la telenovela Fanatikda. Para la segunda temporada se suman Ricardo González, quien es director de escena de la serie, y Sofía Caiche.

## Sinopsis

### Primera temporada
En un lugar de nuestra ciudad donde nadie quiere vivir, moran varios inquilinos, vigilados al extremo por Leticia, la administradora de este condominio caracterizado por albergar líos y confusión.
Aunque la idea y propósito de estos inquilinos es gozar del derecho a la privacidad, nunca lo logran, pues su vida está expuesta y juzgada por su administradora, quien, de la manera más atrevida, ha adoptado el rol de madre de estos jóvenes ansiosos de vivir su independencia.
Es así que Camila, Laura, Alejandro, Santiago, tendrán que vivir bajo el dominio de Leticia, quien los obligará a seguir sus reglas y la primera de ellas es quererse como hermanos y respetar esas paredes como un templo de bondad y buenos principios.
El conflicto principal de esta propuesta cómica es el roce cultural, social, intelectual y de caracteres de sus personajes, sin contar con las interminables reglas de vida y convivencia impuestos por la casera.

### Segunda temporada
Un accidente (un incendio en el condominio) deja sin hogar a Leticia, Camila, Alejandro y Santiago (con Doña Clara y Laura desaparecidas), a ellos les toca buscar otro condominio, el cual habita Don Terencio (pariente cercano de Doña Clara), un anciano enamorado de Leticia y con mala memoria. Otra cosa, solo 2 departamentos se utilizan, y a Santiago y Alejandro les toca compartir uno (aunque cada uno tenga diferentes maneras de vivir), pero por engaños de Leticia tienen una compañera de vivienda llamada Mariuxi (amiga y enemiga de Camila), recién llegada de España y conocida de Camila. Así con más locuras y enredos, es la 2.ª temporada de "Condominio"

## Personajes
Primera temporada
- Carmen Angulo -> Leticia
- Cinthya Coppiano -> Camila
- Paola Farías -> Laura
- Juan Carlos Román -> Alejandro
- Efraín Ruales -> Santiago
- Estela Álvarez -> Doña Clarita

Segunda temporada
- Carmen Angulo -> Leticia
- Cinthya Coppiano -> Camila
- Sofía Caiche -> Mariuxi
- Juan Carlos Román -> Alejandro
- Efraín Ruales -> Santiago
- Ricardo González -> Don Terencio